# Silver Monk Time
Silver Monk Time ist ein Tributealbum für die Beatgruppe The Monks und gleichzeitig der Soundtrack für den mit dem Adolf-Grimme-Preis ausgezeichneten Film Monks – The Transatlantic Feedback. Das Album wurde von den Filmemachern Dietmar Post und Lucía Palacios produziert und zusammengestellt und im Oktober 2006 offiziell in der Berliner Volksbühne gemeinsam mit dem Film und dem ersten Live-Konzert der Monks in Deutschland nach 40 Jahren vorgestellt und veröffentlicht.

## Stil, Bedeutung und Kritiken
Der Film Monks – The Transatlantic Feedback stieß in seinen fast acht Jahren Produktionszeit immer wieder auf finanzielle Probleme. Die Monks-Musik wurde von bestimmten Medien häufig als nicht-relevant bezeichnet. Deshalb sollte mit „Silver Monk Time“ einerseits ein neues unabhängiges Filmfinanzierungsmodell und anderseits eine Art musikalische Beweisführung und Experiment hergestellt werden.
Der Titel „Silver Monk Time“ wurde folgendem Gerücht entlehnt: Nach der Veröffentlichung von „Black Monk Time“ im Mai 1966 arbeiteten die Monks bereits an der Grundidee für ein zweites Album, welches nur aus einem Stück bestehen sollte. Der Titel dieses neuen Albums sollte „Silver Monk Time“ sein.
Für das 40 Jahre später erschienene Album „Silver Monk Time“ wurde im Gegensatz zu herkömmlichen Tribute-Alben keineswegs versucht, die Originalstücke der Monks zu kopieren. Vielmehr wurde den 29 Musikgruppen aufgetragen, mit den musikalischen Konzepten der Monks zu experimentieren. Mouse on Mars drückten dies im umfangreichen Begleitheft zur Doppel-CD wie folgt aus: „mouse on mars haben versucht, die monks so zu zerlegen, dass nach der rekonstruktion der unabschätzbare einfluß dieser band auf die popmusik des 21. jahrhunderts bewiesen ist. rhythmus, sound und melodie verwachsen bei den monks zu einer treibenden lavamasse, auf der die maximal energiegeladene musik ins tal des dionysos hinabsurft und dabei diskokugeln wie äpfel von den bäumen reißt.“
Die Neue Zürcher Zeitung schreibt: „Künstlerisch ähnlich kreativ und unerschrocken wie die Monks stehen ihre Enkel für eine Form von Popmusik, in der es ästhetisch und musikalisch Gewagtes zu entdecken gilt, in der einmal das Unversöhnliche vor dem Selbstzufriedenen den Ton angibt“.
Das New Yorker Magazin Village Voice meint: „The Uberbeat (and a war or two) goes on. (…) „silver monk time“ buys us all some more hop time, finally!“
Das renommierte britische „The Wire“ wählte „Silver Monk Time“ unter die besten Kompilationsplatten des Jahres 2007:
„Unlike many tribute projects that fall flat due to those involved being either overawed or ignorant of the original material, „silver monk time“ succeeds because the participants have taken the group’s primitive rock surge as a template to experiment with. As a result the sound of The Monks is treated to a 21st century workout with synthesizers and beat tracks threaded through the original quartet’s already way out psychotic minimalism“.
Zwei Originalmitglieder der Monks, Dave Day und Gary Burger, spielten auf einigen der Songs zu „Silver Monk Time“ mit. Burger und Alec Empire aktualisierten das Antikriegsstück „Monk Time“. Faust und Burger führten die Soldatengeschichte des Dokumentarfilms weiter auf dem Stück „Beware – The Transatlantic Feedback“. Mouse on Mars und die Havletones nutzten einige Banjo-Outtakes von Dave Day. Psychic TV und Mense Reents nahmen ein paar Interviewschnippsel zur Hilfe. Burger und Day fügten Banjo, Gitarre und Gesang zu dem Afri-Cola-Stück von Charles Wilp hinzu.
Das Cover der Doppel-CD basiert auf dem Motiv des Filmposters zu Monks – The Transatlantic Feedback, welches von dem deutschen Maler Daniel Richter gezeichnet wurde.

## Titelliste

### Erstveröffentlichung
CD 1
1. Minimal Monk (Mense Reents)
2. Black Monk Time (Alec Empire / Gary Burger)
3. Monks No Time (Mouse on Mars)
4. Monk Chant (The Raincoats)
5. Were Ever / Oh, How to Do Now (27 / 11)
6. Monk Hop (Jason Forrest)
7. Blast Off (Cycle)
8. We Do wie Do (Fehlfarben)
9. Drunken Maria (The Gossip)
10. Complication (Jon Spencer / Solex)
11. Silver Monk Time (Silver Apples / Alan Vega)
12. Shut Up (Floating di Morel)
13. Tumbling Monks (Gudrun Gut)
14. Kuchhuche (Nista Nije Nista)

CD 2
1. The Transatlantic Feedback (F.S.K.)
2. Higgle-dy Piggle-dy (The Fall)
3. Complication (Die goldenen Zitronen / Chicks on Speed)
4. I Can’t Get over You (Barbara Manning / The Go-Luckys)
5. Boys Are Girls and Girls Are Boys (PTV 3 [Psychic TV])
6. Sei still (Doc Schoko)
7. Oh, How to Do Now (S.Y.P.H.)
8. I Hate You (Alexander Hacke)
9. Shut Up (International Noise Conspiracy)
10. Cuckoo (The 5.6.7.8's)
11. That’s My Girl (The Havletones)
12. I Hate You (Singapore Sling)
13. Blaster (Michaela Melián)
14. It Is Charles Time (Charles Wilp / Monks)
15. Beware – The Transatlantic Feedback (Faust / Gary Burger)